# Wincentów (województwo wielkopolskie)
Wincentów – wieś w Polsce położona w województwie wielkopolskim, w powiecie tureckim, w gminie Brudzew, przy drodze wojewódzkiej nr 470.
Nazwa wsi pochodzi najprawdopodobniej od imienia dawnego właściciela tych ziem, Wincentego Dominika Przechadzkiego. Okolice miejscowości przez lata należały do Przechadzkich, która swoją siedzibę miała we wsi Wola znajdującej się na północny wschód od Galewa. W źródłach pisanych używano również nazwy Wincentowo.
W latach 1975–1998 miejscowość administracyjnie należała do województwa konińskiego.